# Rapasaari (ö i Södra Savolax, Nyslott, lat 62,28, long 29,30)
Rapasaari är en ö i Finland. Den ligger i sjön Orivesi och i kommunen Nyslott i  landskapet Södra Savolax, i den sydöstra delen av landet, 300 km nordost om huvudstaden Helsingfors. Öns area är 0,3 hektar och dess största längd är 150 meter i öst-västlig riktning.